# Ytterst-Abborrtjärnen
Ytterst-Abborrtjärnen är en sjö i Umeå kommun i Västerbotten och ingår i Hörnåns huvudavrinningsområde.